# Bob Fisher
Robert Eugene Fisher, detto Bob (Washington, 28 gennaio 1925 – 12 gennaio 2017), è stato un cestista statunitense.

## Carriera
Dopo la carriera universitaria al Regis College, giocò nella AAU con i Denver Chevrolets.
Con gli Stati Uniti ha disputato il Campionato del mondo del 1950, vincendo la medaglia d'argento.